# Mauricio Gallaga
Mauricio Gallaga (* 16. Juli 1972 in Irapuato, Guanajuato) ist ein ehemaliger mexikanischer Fußballspieler, der vorwiegend im Mittelfeld agierte und nach seiner aktiven Laufbahn eine Tätigkeit als Fußballtrainer begann.

## Laufbahn

### Spieler
Die meiste Zeit seiner Profikarriere verbrachte Gallaga bei den UAG Tecos, mit denen er bereits in seiner zweiten Saison 1993/94 den einzigen Meistertitel der Vereinsgeschichte gewann.
Nach acht Jahren bei den Tecos wechselte Gallaga im Sommer 2000 zu den UANL Tigres und spielte anschließend für je eine Halbsaison für Santos Laguna, Atlético Celaya und die Cuernavaca Colibries. Für die Saison 2003/04 kehrte er noch einmal zu den Tecos zurück und beendete seine aktive Laufbahn in der Saison 2004/05 beim in der zweitklassigen  Primera División 'A' spielenden Tigres-Farmteam Tigres Broncos Los Mochis.
Im Zeitraum zwischen 1993 und 1995 kam Gallaga zu insgesamt acht Länderspieleinsätzen für die mexikanische Nationalmannschaft.

### Trainer
Seit Sommer 2007 arbeitete Gallaga im Trainerstab seines langjährigen Vereins UAG Tecos mit dessen diversen Nachwuchsmannschaften. Nach der Herabstufung des Vereins in die viertklassige Tercera División wurde Gallega für die Saison 2015/16 mit dem Amt des Cheftrainers für die in der drittklassigen Segunda División spielende zweite Mannschaft des „Tecos-Nachfolgevereins“ Mineros de Zacatecas betraut.

## Erfolge
- Mexikanischer Meister: 1993/94